# Morrenia
Morrenia là chi thực vật có hoa trong họ Apocynaceae.